# Hallein
Hallein là một thị xã lịch sử ở bang Salzburg của Áo, thủ phủ của huyện Hallein. Thị xã này nằm ở vùng Tennengau phía nam thành phố Salzburg, dọc sông Salzach ở bóng của Untersberg massif, gần biên giới với Đức.

## Địa lý

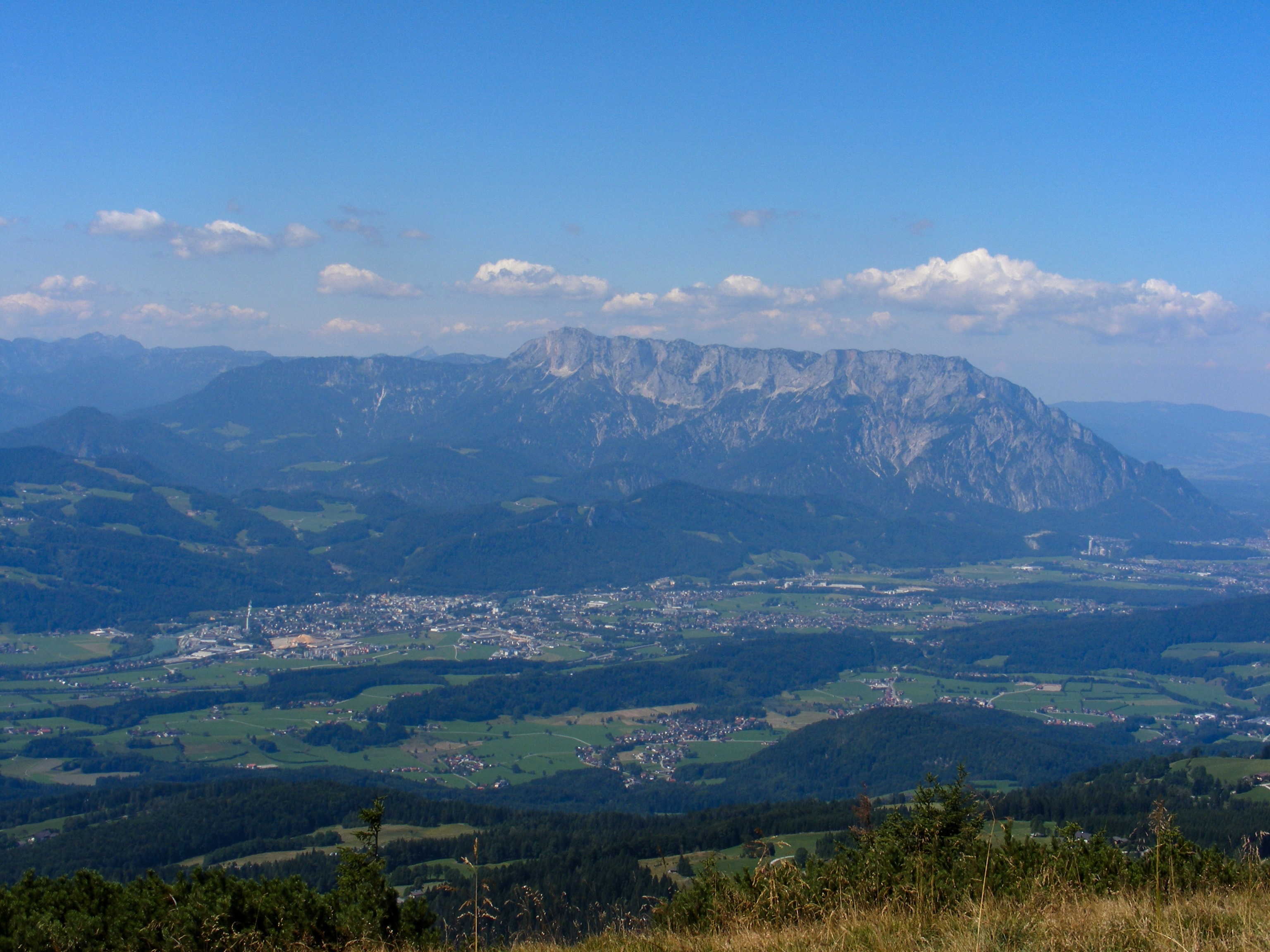
Thung lũng Salzach với Hallein, nhìn về dãy núi Untersberg

Thị trấn nằm ở vùng Tennengau phía nam thành phố Salzburg, trải dọc theo sông Salzach dưới chân dãy Untersberg, gần biên giới với Đức ở phía tây. Với dân số khoảng 21.150 người, Hallein là thị trấn lớn thứ hai của bang Salzburg. Khu vực hành chính bao gồm các cộng đồng địa chính: Adnet II, Au, Burgfried, Dürrnberg, Gamp, Gries, Hallein trung tâm, Oberalm II và Taxach.
Hallein có thể được tiếp cận bằng tuyến đường sắt ngoại ô S-Bahn từ thành phố Salzburg. Thị trấn cũng có lối ra đường cao tốc A 10 Tauern Autobahn (Tuyến đường châu Âu E55) nối từ Salzburg đến Villach.

## Lịch sử
Hallein từ lâu được biết đến với Mỏ muối Hallein trên cao nguyên Dürrnberg, nơi cư trú của con người đã được ghi nhận từ 4000 năm trước. Đây từng là cộng đồng Người Celt từ khoảng năm 600 TCN cho đến khi người La Mã chinh phục vương quốc Noricum của họ vào năm 15 TCN.
Vào giữa thế kỷ 8 SCN, Công tước Tassilo III của Bavaria đã trao vùng đất này cho giáo phận Salzburg; từ năm 987 vùng đất thuộc quyền sở hữu của Tu viện Thánh Phêrô. Việc khai thác muối trở thành yếu tố then chốt cho sự thịnh vượng kinh tế của Tòa Tổng giám mục Salzburg, cạnh tranh với sản xuất muối của Reichenhall thuộc Bavaria. 

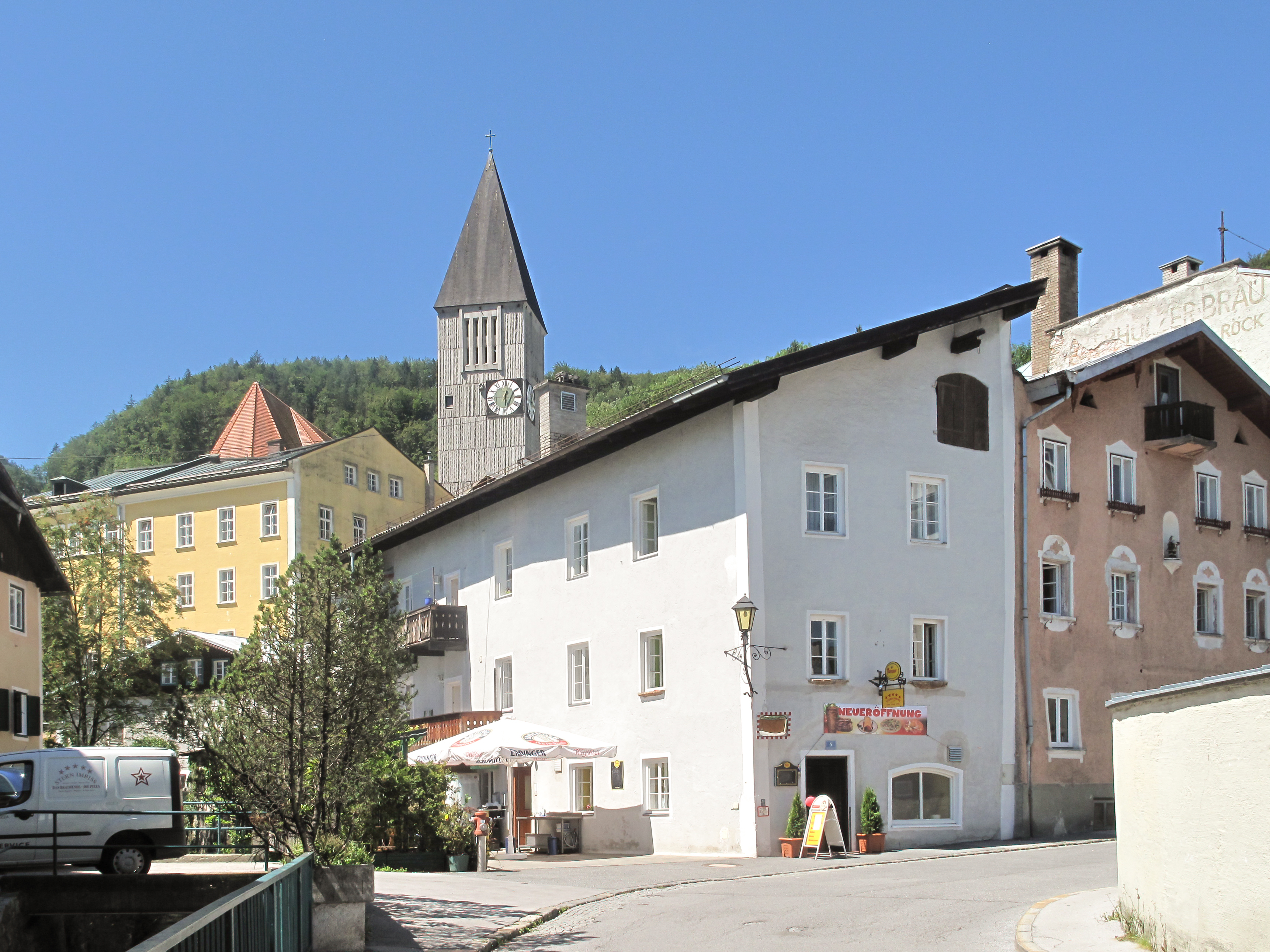
Phố và tháp nhà thờ

Khai thác muối tại địa điểm này lần đầu được nhắc đến trong một văn bản năm 1198. Tên gọi Hallein được ghi nhận từ đầu thế kỷ 13; đây là một trong nhiều địa danh có tiền tố Hall trong khu vực ngôn ngữ Đức miền nam, có thể liên quan đến muối và được cho là có nguồn gốc từ Celt, Germanic hay các ngôn ngữ khác.
Từ thế kỷ 15 trở đi, nghề nấu bia trở nên phổ biến ở Hallein. Năm 1489, Tổng giám mục Leonhard von Keutschach đã mua lại một nhà máy bia lớn, từ đó việc bán bia Hofbräu Kaltenhausen trở thành một nguồn thu chính của tổng giám mục Salzburg. Cuối thế kỷ 17, Tổng giám mục Kuenburg đã trục xuất những thợ mỏ Tin Lành, khiến hàng trăm người trong số họ di cư đến Walcheren và Zeelandic Flanders ở Cộng hòa Hà Lan. Sau khi tổng giám mục bị giải thể, Hallein trở thành một phần của Đế quốc Áo từ năm 1816. Nhà máy bia Kaltenhausen được Đại công nương Maria Leopoldine của Áo-Este mua lại và trở thành một trong những cơ sở sản xuất lớn nhất ở Salzburg trong thế kỷ 19.
Trong Thế chiến II, Hallein là địa điểm của một trại lao động phụ thuộc Trại tập trung Dachau. Sau chiến tranh, nơi đây trở thành trại tị nạn thường trực (Beth Israel). Giữa năm 1947, ORT mở một trường học trong hai dãy nhà, dạy may, làm váy, kỹ thuật điện và vô tuyến, làm bánh, trang điểm và bọc ghế cho hơn 200 học viên. Sau đó ORT còn mở lớp tiếng Tiếng Anh. Năm 1948, khi các trại tị nạn khác đóng cửa, Hallein trở thành điểm tập trung tại Áo cho người Do Thái di cư sang Canada và Hoa Kỳ. Người trong trại còn thành lập đội bóng đá mang tên Hakoah Hallein, do Heinrich Schönfeld huấn luyện. Trại đóng cửa năm 1954.

## Văn hóa

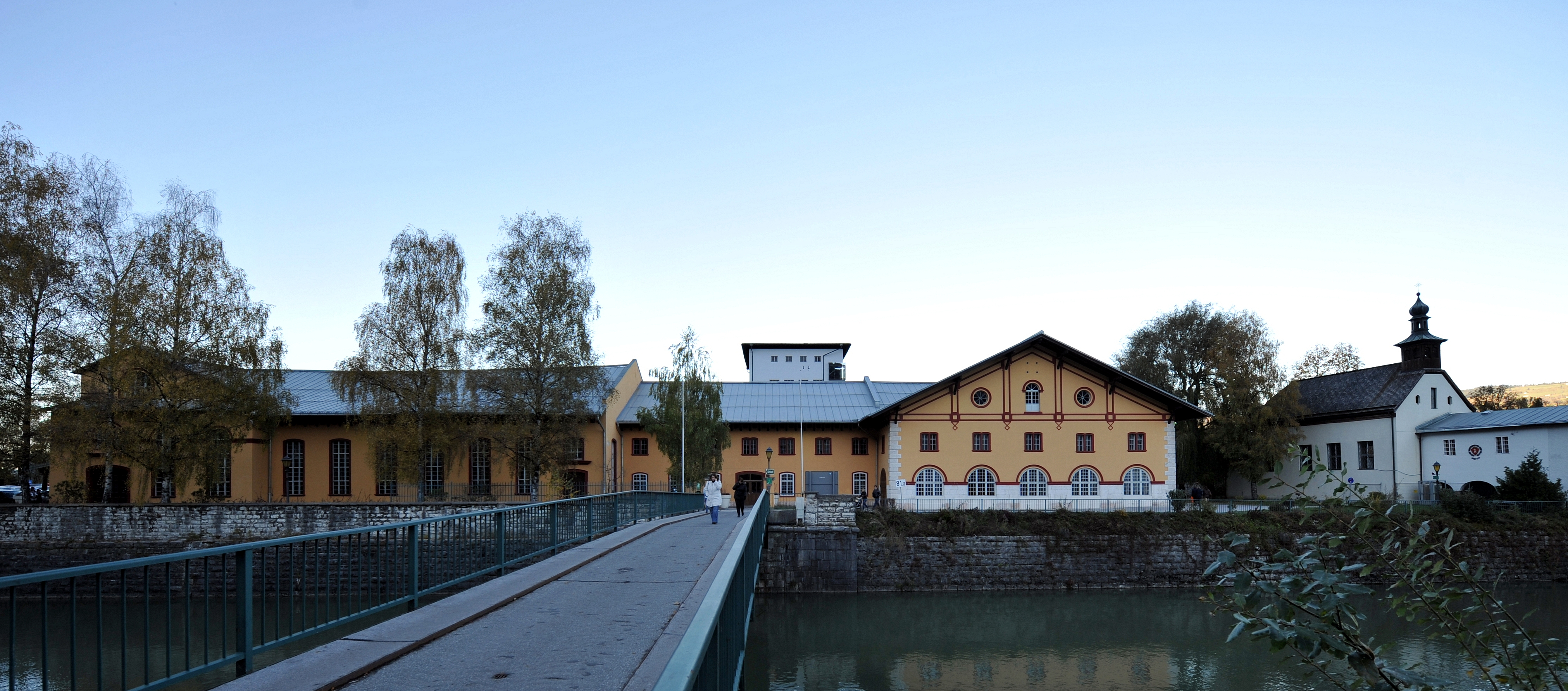
Xưởng muối cũ trên đảo Perner, nay là địa điểm của Liên hoan Salzburg

Hallein có hai bảo tàng nổi bật về lịch sử và âm nhạc. Keltenmuseum trưng bày hiện vật và tư liệu mô tả nền văn hóa Hallstatt và La Tène của người Celt, cũng như sự phát triển của ngành khai thác muối trong khu vực qua Thời Trung cổ và Phục Hưng. Bảo tàng Đêm Thánh Vô Cùng giới thiệu thông tin liên quan đến việc sáng tác một trong những bài hát Giáng sinh nổi tiếng nhất thế kỷ 19. Bảo tàng ghi lại cuộc đời và thời đại của nhà soạn nhạc Franz Xaver Gruber. Tại đây lưu giữ cây đàn guitar từng được nhà viết lời Joseph Mohr sử dụng, cùng nhiều bản nhạc chép tay có chữ ký.

## Chính trị
Số ghế trong hội đồng thành phố (Gemeinderat) tính đến bầu cử năm 2019:
- Đảng Dân chủ Xã hội Áo (SPÖ): 9
- Đảng Nhân dân Áo (ÖVP): 9
- Đảng Tự do Áo (FPÖ): 3
- Đảng Xanh: 3
- NEOS – Nước Áo Mới và Diễn đàn Tự do: 1

## Nhân vật đáng chú ý

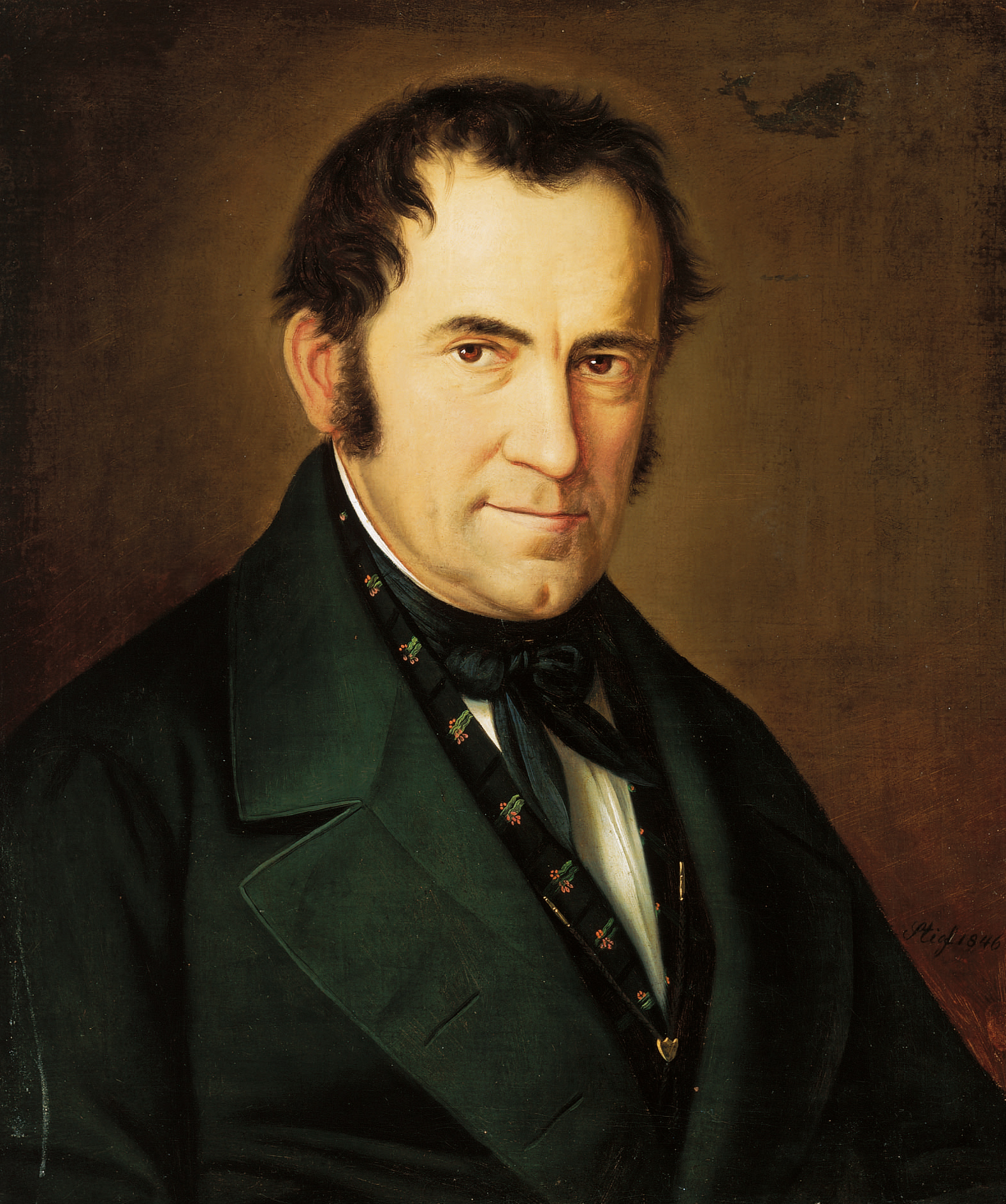
Franz Xaver Gruber, 1846

- Johann Georg Mohr, (DE Wiki) (1656-1726), nhà điêu khắc Baroque, "Bậc thầy Hall One"; mất tại địa phương
- Franz Xaver Gruber (1787-1863), nhà soạn nhạc bài Đêm Thánh Vô Cùng, sống tại địa phương
- August Schenk (1815-1891), nhà thực vật học và nhà cổ thực vật học
- Herbert Fux (1927-2007), diễn viên và chính trị gia
- Manfred Baumann, (DE Wiki) (sinh 1956), nhà báo, tác giả, diễn viên hài và biên tập viên ORF

### Thể thao
- Gerhard Breitenberger (sinh 1954), cầu thủ bóng đá, chơi 253 trận và 15 lần cho Đội tuyển bóng đá quốc gia Áo
- Thomas Stangassinger (sinh 1965), cựu vận động viên trượt tuyết, huy chương vàng tại Thế vận hội Mùa đông 1994
- Judith Wiesner (sinh 1966), cựu vận động viên quần vợt
- Herbert Ilsanker (sinh 1967), cựu cầu thủ bóng đá
- Michael Wildner (sinh 1970), cựu vận động viên chạy trung bình
- Sanel Kuljić (sinh 1977), lớn lên ở Hallein, cầu thủ bóng đá, chơi hơn 290 trận và 20 lần cho Đội tuyển bóng đá quốc gia Áo
- Stefan Ilsanker (sinh 1989), cầu thủ bóng đá, chơi 387 trận và 61 lần cho Đội tuyển bóng đá quốc gia Áo
- Marcel Hirscher (sinh 1989), cựu vận động viên trượt tuyết núi cao, hai lần giành huy chương vàng tại Thế vận hội Mùa đông 2018
- Anna Veith (sinh 1989), vận động viên trượt tuyết núi cao, huy chương vàng Thế vận hội Mùa đông 2014